# Enid Szánthó

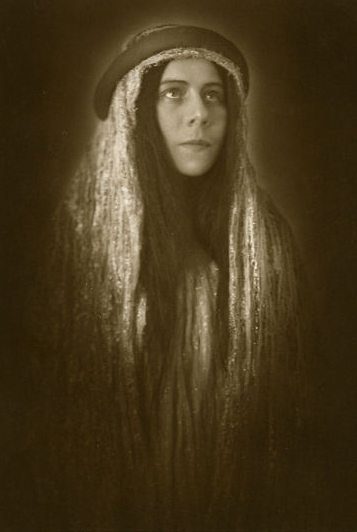
Enid Szánthó als Erda bei den Bayreuther Festspielen

Enid Szánthó (15. März 1907 in Budapest – [?] 1997 [Begräbnisdatum: 21. April 1997, London]) war eine ungarische Opernsängerin des Stimmfaches Alt. Sie gehörte ab 1928 dem Ensemble der Wiener Staatsoper an und gastierte in Florenz, London, Berlin, Paris und New York sowie bei den Bayreuther Festspielen. Ihre Karriere wurde nach der Annexion Österreichs de facto beendet.

## Leben und Werk
Enid Szánthó war die Tochter eines ungarischen Ministerialrates. Sie studierte an der Königlich-Ungarischen Musikakademie in Budapest Gesang und schloss mit Diplom ab. Eine ihrer Lehrerinnen war die österreichisch-ungarische Opernsängerin und Gesangspädagogin Laura Hilgermann. Bereits im Alter von 21 Jahren wurde sie als Ensemblemitglied an die Wiener Staatsoper verpflichtet, wo sie ab dem ersten Jahr zur ersten Riege des Hauses zählte und in zahlreichen Premieren auftrat. Beispielsweise war sie an allen vier Abenden des von Lothar Wallerstein neu inszenierten Zyklus Der Ring des Nibelungen vertreten, im Rheingold von 1928 als Erda, in der Walküre von 1930 als Schwertleite, im Siegfried von 1931 als Erda und in der Götterdämmerung, ebenfalls 1931, als Erste Norn und Flosshilde. Die Bühnenbilder dieser Produktion, die die Leidenschaften zwischen den Hauptfiguren in den Vordergrund stellte und nicht den völkischen Aspekt, stammten von Alfred Roller und Robert Kautsky. Die Dirigenten waren Wilhelm Furtwängler und Clemens Krauss.
Ebenfalls 1928 debütierte die Sängerin bei den Salzburger Festspielen, als Dritter Knabe in Mozarts Zauberflöte, inszeniert von Lothar Wallenstein, dirigiert von Franz Schalk. An der Wiener Staatsoper übernahm sie rasch zentrale Altpartien in Verdi-Opern (1930 die Azucena, 1932 die Ulrica und die Giovanna), doch noch schneller konnte sie sich als erste Kraft im Wagner-Fach etablieren. Sie wurde rasch zu einer Stütze des Wiener Ensembles, die "gleichwertig kaum ersetzt werden könnte", so die Direktion bereits 1932. Schon im Jahr 1930 hatte sie in Ring des Nibelungen und Parsifal bei den Bayreuther Festspielen debütiert, als Erda, Waltraute, Erste Norn und Blumenmädchen. Sie wurde in den Folgejahren erneut regelmäßig nach Bayreuth eingeladen. In der viel beachteten Uraufführung – Das Veilchen von Julius Bittner am 8. Dezember 1934 in der Wiener Staatsoper – übernahm sie die Gräfin Tilly. Es inszenierte Lothar Wallerstein, es dirigierte Clemens Krauss. Die männliche Hauptrolle sang Richard Mayr.
Ab 1935 begann die internationale Karriere. Sie konnte als Konzertsolistin beim Maggio musicale von Florenz und bei einer Konzertreise in Nordamerika reüssieren, sang in der Folge auch in Berlin und Paris, gastierte 1936 erstmals am Royal Opera House Covent Garden in London, als Erda und Fricka, und debütierte in der Spielzeit 1937/38 an der Metropolitan Opera in New York, als Fricka, Brangäne und Klytämnestra.
1938 kam der Bruch ihrer Karriere. Sie wurde nicht mehr nach Bayreuth eingeladen. Heinz Tietjen, künstlerischer Leiter der Festspiele, erklärte dies in der Folge, er habe "diesmal keine Ausländerin", sondern eine deutsche Künstlerin verpflichten wollen. Dies war die offizielle Version. In Wirklichkeit galt sie ab 1938 bei den Nationalsozialisten als Halbjüdin. Nach der Annexion Österreichs verlor sie auch ihr Engagement an der Wiener Staatsoper. Mutmaßlich ihre letzte Vorstellung in Wien war am 27. Juni 1938 die tragische Rolle der Zigeunerin Azucena in Verdis Troubadour.
Sie flüchtete in die Vereinigten Staaten. Zwar sind danach noch einige Auftritte an der New Yorker Met und nach dem Untergang des NS-Regimes ein Gastspiel in Paris verzeichnet, doch fand die Künstlerin keine dauerhafte Wirkungsstätte mehr. Sie verdiente ihren Lebensunterhalt als Gesanglehrerin in Michigan und New York, gab noch fallweise Konzerte in Schulen und Bibliotheken. Im Herbst 1945 war sie noch in vier Opern- und Operetten-Produktionen der New York City Opera am Broadway zu sehen, als Mary im Fliegenden Holländer, Czipra im Zigeunerbaron, Martha im Faust und Ludmilla in der Verkauften Braut. Nach 1946 gibt es keine Spuren mehr.

## Rang
Enid Szánthó zählte zu den weltweit besten Altistinnen ihrer Zeit, insbesondere in den dramatischen Partien von Strauss, Verdi und Wagner. Allgemein wurde ihre ausdrucksstarke, dramatische Altstimme gelobt.

## Repertoire

### Oper (Auswahl)
Das Rollenverzeichnis wurde aufgrund des Online-Archivs der Wiener Staatsoper erstellt, welches jedoch erst ab 1955 vollständig ist.
| Kienzl: - Magdalena in Der Evangelimann Korngold: - Barbara in Violanta - Brigitta in Die tote Stadt Giordano: - Gräfin di Coigny in Andrea Chénier Puccini: - Ein Hirt in Tosca - Fürstin und Lehrmeisterin der Novizinnen in Schwester Angelika Smetana: - Ludmila/Kathinka/Katinka in Die verkaufte Braut Richard Strauss: - Page der Herodias in Salome - Klytämnestra in Elektra - Dryade in Ariadne auf Naxos |  | Tschaikowski: - Olga und Filipjewna in Eugen Onegin - Polina in Pique Dame Verdi: - Giovanna in Rigoletto - Azucena in Der Troubadour - Ulrica in Ein Maskenball Wagner: - Mary in Der fliegende Holländer - Brangäne in Tristan und Isolde - Magdalene in Die Meistersinger von Nürnberg - Erda und Flosshilde in Das Rheingold - Fricka und Schwertleite in Die Walküre - Erda in Siegfried - Waltraute, Flosshilde und Erste Norn in Götterdämmerung - Stimme von oben, 2. Knappe und 3. Blumenmädchen in Parsifal Weber: - Puck in Oberon |

### Konzert
Man schätzte die Künstlerin auch als Konzert- und Oratorienaltistin mit einem umfangreichen Repertoire. Dieses reichte vom Altsolo in der Bach’schen Matthäus-Passion bis in die Gegenwart. Beispielsweise übernahm sie die Altsoli in Mahlers Dritter, dirigiert 1933 von Eugen Szenkar in Wien, und in der Uraufführung des Oratoriums Das Buch mit sieben Siegeln von Franz Schmidt am 15. Juni 1938, ebenfalls in Wien. Die Uraufführung dirigierte Oswald Kabasta, den Johannes sang Rudolf Gerlach-Rusnak.
Ihr Lied-Repertoire ist insbesondere aus Auftritten in den USA verbürgt. Bei einem Konzert in der Ann Arbor High School in Michigan sang sie 1941 drei Lieder von Franz Schubert, An die Musik, Liebesbotschaft und den Erlkönig, sowie die  Kindertotenlieder von Gustav Mahler. Bei einem weiteren Konzert in Ann Arbor gestaltete Enid Szánthó vier Lieder von Hugo Wolf und die zwei letzten Wesendonck-Lieder von Richard Wagner. An der New York Public Library interpretierte sie Werke ihres Landsmannes Béla Bartók.

## Tondokumente
- Die Stimme von Enid Szánthó ist in mehreren Mitschnitten von Aufführungen der Wiener Staatsopern dokumentiert, etwa in der Walküre vom 1. März 1933 als Schwertleite. Auf Koch/Schwann wurde die Rheintöchterszene aus dem Rheingold veröffentlicht, mit Luise Helletsgruber, Dora With und Hermann Wiedemann als Alberich. Auf dieser Marke ist die Sängerin auch als Erda und als Magdalene in den Meistersingern von Nürnberg zu hören.
- Es gibt Privataufnahmen der Stimme der Sängerin aus der Metropolitan Opera, beispielsweise auf Rococo Auszüge aus Tristan und Isolde mit Kirsten Flagstad in der weiblichen Titelpartie und auf Unique Opera Records ihre Gestaltung der Klytämnestra in der Elektra von Richard Strauss.
- 1939 spielte sie mit dem New York Philharmonic unter Leitung von Sir John Barbirolli und mit Kirsten Flagstad als Partnerin Tristan und Isolde ein. Besondere Beachtung verdient ihre Gestaltung der Arie der Brangäne aus dem zweiten Akt, Einsam wachend in der Nacht.
- 1945/46 spielte der Dirigent Eugene Ormandy mit dem Philadelphia Orchestra und dem Westminster Choir die Neunte von Beethoven ein. Die Solisten waren Stella Roman (Sopran), Enid Szánthó (Alt), Frederick Jagel (Tenor) und Nicola Moscona (Bass).

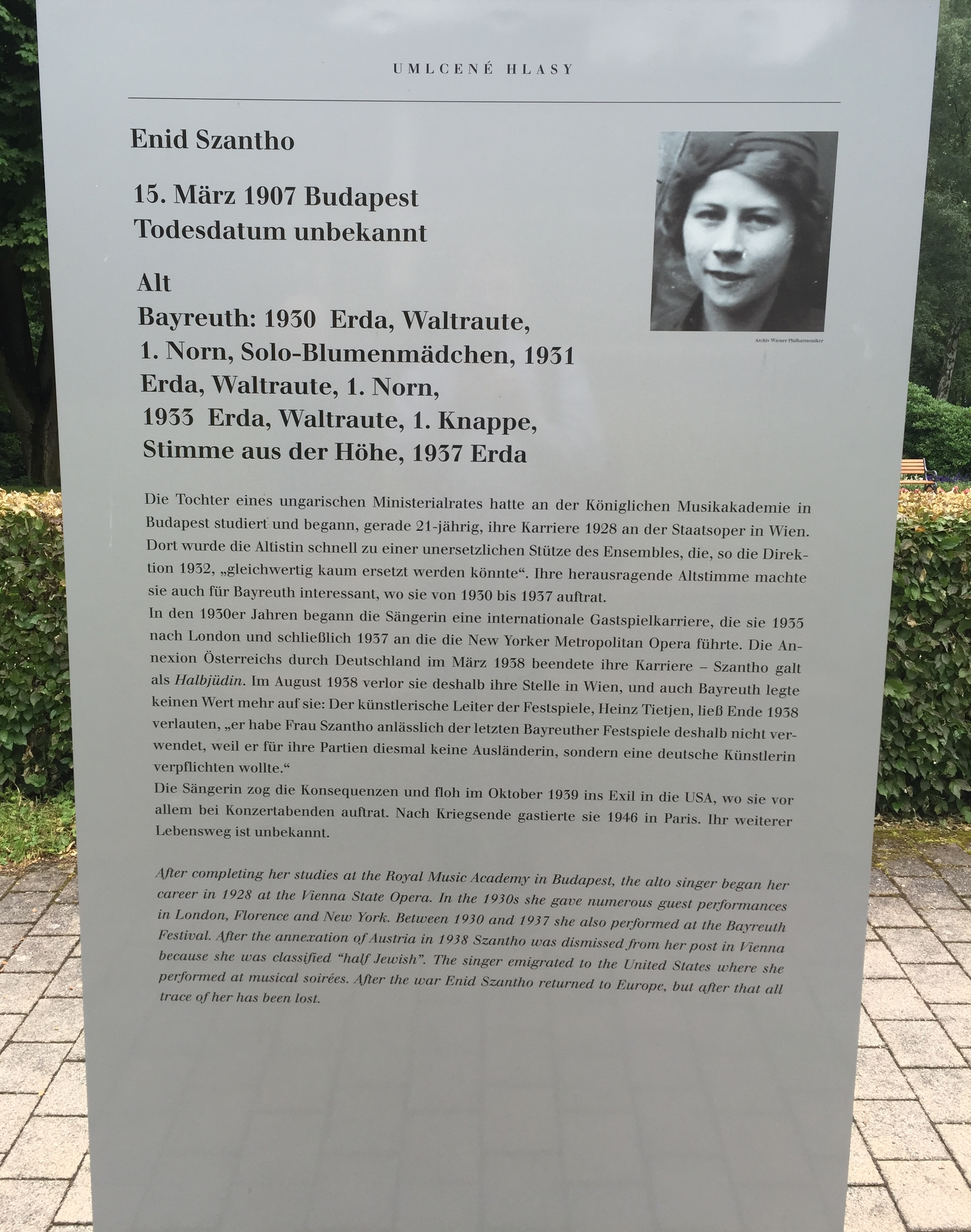
Gedenktafel für Enid Szantho in Bayreuth

## Gedenken
Im Park nahe dem Festspielhaus Bayreuth wurde eine Gedenktafel mit einem Text aus dem Buch Verstummte Stimmen errichtet.